# Jimmy Crespo
James Crespo jr, detto Jimmy (New York, 5 luglio 1954), è un chitarrista statunitense, conosciuto soprattutto per aver sostituito la chitarra solista degli Aerosmith dopo Joe Perry nel 1979.

## Biografia
Jimmy Crespo rimane nella band fino al 1984, scrivendo con Steven Tyler buona parte delle canzoni contenute in Rock in a Hard Place. Anche se non menzionato nei credits Crespo registrò anche alcune parti dell'album Night in the Ruts. Dopo la fine del rapporto con gli Aerosmith, Crespo ha partecipato a vari progetti come quello di Adam Bomb nel 1984 nell'album Fatal Attraction. Il chitarrista ha partecipato con altri artisti in apparizioni o esibizioni live con Rod Stewart, Billy Squier, Flame, Adam Bomb, Bandaloo Doctors, Meat Loaf, The Cutt, Stress, Stevie Nicks, Robert Fleischman, Ian Lloyd e Phoenix. Attualmente è ancora in attività.

## Discografia

### Con i Flame
- Queen of the Neighborhood (1977)
- Flame (1978)

### Con gli Aerosmith
- Rock in a Hard Place (1982)

### Con Adam Bomb
- Fatal Attraction (1984)

### Con St. Clair
- St. Clair (1997)

### Con i Stress
- Killing Me Night and Day (2001)

### Con Paul Shortino's The Cutt
- Sacred Place (2002)

### Apparizioni
- Welcome to the Aerosmithsonian: A Tribute to Aerosmith (2001)
- Best of Both Worlds: A Tribute to Van Halen (2003)
- Chris Catena's Rock City Tribe - Truth in Unity (guitar solo in the song "Who Knew") (2020)